# Belopeška jezera
Belopeška jezera, tudi Mangartska jezera, Fužinska jezera ali Klanška jezera (italijansko Laghi di Fusine, nemško Weissenfelser Seen, furlansko Lâts di Fusinis), sta dve jezeri (posamično tudi Klanško in Mangartsko jezero), ki ležita v Julijskih Alpah, natančneje v Mangartski dolini v bližini naselja Trbiž, nedaleč od Rateč in tromeje med Italijo, Avstrijo in Slovenijo.
Ime izhaja iz krajevnega imena Bela Peč. Dolino dveh ledeniških jezer, ki so jo Italijani leta 1971 razglasili za Narodni park Belopeških jezer, na jugu omejuje gora Mangart, na vzhodu pa Ponce. Zgornje jezero z globino 10 m leži na nadmorski višini 929 mnm, spodnje pa na 924 mnm.
Do leta 1918 sta jezeri ležali na Kranjskem.

## Umetniške upodobitve
- Klanško jezero v nevihti Marko Pernhart, 1852, olje na platno
- Mangartsko jezero Anton Kariger, 1862, olje na platno